# 南蘇丹足球協會
南蘇丹足球協會是專門管轄南蘇丹足球事務的組織。南蘇丹足球協會成立於2011年，並在翌年加入國際足協。此外，它還是非洲足協和東及中非洲足球協會議會的成員之一。

## 外部連結
- 國際足協網頁（页面存档备份，存于）
- 非洲足協網頁（页面存档备份，存于）